# Cytheropteron bijuduvali
Cytheropteron bijuduvali är en kräftdjursart som beskrevs av Bold 1988. Cytheropteron bijuduvali ingår i släktet Cytheropteron och familjen Cytheruridae. Inga underarter finns listade i Catalogue of Life.